# Ciclismo ai Giochi della XXVIII Olimpiade - 500 metri a cronometro
La gara dei 500 metri a cronometro dei Giochi della XXVIII Olimpiade fu corsa il 20 agosto all'Athens Olympic Sports Complex. La medaglia d'oro fu vinta dall'australiana Anna Meares, che stabilì il nuovo record del mondo in 33"952, superando quello precedente di 34"000, stabilito da Jiang Yonghua, arrivata seconda.
La gara vide la partecipazione di 12 atlete.

## Risultati
Ogni atleta effettuò due giri di pista, per un totale di 500 metri.
Note: WR record del mondo.
| Pos. | Atleta                | Tempo  | Note |
| ---- | --------------------- | ------ | ---- |
| 1    | Anna Meares           | 33"952 | WR   |
| 2    | Jiang Yonghua         | 34"112 |      |
| 3    | Natallja Cylinskaja   | 34"167 |      |
| 4    | Simona Krupeckaitė    | 34"317 |      |
| 5    | Yvonne Hijgenaar      | 34"532 |      |
| 6    | Victoria Pendleton    | 34"626 |      |
| 7    | Lori-Ann Muenzer      | 34"628 |      |
| 8    | Nancy Contreras       | 34"783 |      |
| 9    | Svetlana Grankovskaja | 34"797 |      |
| 10   | Sayuri Osuga          | 35"045 |      |
| 11   | Katrin Meinke         | 35"088 |      |
| 12   | Tamilla Abasova       | 35"147 |      |